# Insolvenzvergleich
Ein Insolvenzvergleich ist die außergerichtliche Schuldenbereinigung vor Eröffnung eines Verbraucherinsolvenzverfahrens. 

## Zustandekommen
Mit dem Eröffnungsantrag legt der Schuldner dem Insolvenzgericht eine Vermögensübersicht, ein Verzeichnis der gegen ihn gerichteten Forderungen sowie einen Schuldenbereinigungsplan vor. Der Schuldenbereinigungsplan kann nach § 305 Abs. 1 Nr. 4 InsO alle Regelungen enthalten, die unter Berücksichtigung der Gläubigerinteressen sowie der Vermögens-, Einkommens- und Familienverhältnisse des Schuldners geeignet sind, zu einer angemessenen Schuldenbereinigung zu führen. Der Schuldenbereinigungsplan kann auch ein sog. Null-Plan sein, das heißt, der Schuldner bietet keinerlei Zahlungen an. Gründe, die der Zulässigkeit von Nullplänen entgegenstehen könnten, sind der Insolvenzordnung nicht zu entnehmen. Diese setzt keine bestimmte Mindestquote als Ergebnis einer konkursmäßigen Befriedigung voraus.
Das Verfahren über den Antrag auf Eröffnung des Insolvenzverfahrens ruht bis zur Entscheidung über den Schuldenbereinigungsplan (§ 306 InsO).
Das Insolvenzgericht stellt den Gläubigern den Schuldenbereinigungsplan sowie die Vermögensübersicht zu und fordert die Gläubiger zur Stellungnahme auf (§ 307 InsO). Hat kein Gläubiger Einwendungen erhoben oder wird die Zustimmung eines Gläubigers nach § 309 InsO durch das Gericht ersetzt, so gilt der Plan als angenommen. Der Schuldenbereinigungsplan hat die Wirkung eines Vergleichs im Sinne des § 794 Abs. 1 Nr. 1 ZPO. Die Anträge auf Eröffnung des Insolvenzverfahrens und auf Erteilung von Restschuldbefreiung gelten als zurückgenommen (§ 308 InsO).
Andernfalls wird das Verfahren über den Eröffnungsantrag von Amts wegen wieder aufgenommen (§ 311 InsO).

## Bedeutung
Der Schuldner hat nur die Verbindlichkeiten entsprechend den Vereinbarungen im Schuldenbereinigungsplan zu erfüllen. Von den weiteren Verbindlichkeiten wird er durch die Vereinbarung befreit.
Durch Insolvenzvergleich können die Folgen eines Insolvenzverfahrens für den Schuldner vermieden werden, insbesondere der Verlust der Verfügungsbefugnis (§ 80 InsO) und ein Schufa-Eintrag.  Eine einvernehmliche Schuldenbereinigung entlastet außerdem die Insolvenzgerichte.
Bei einer außergerichtlichen Schuldenbereinigung erhalten die Gläubiger durchschnittlich 11,1 % ihrer Forderungen.
Das Statistische Bundesamt weist für Januar 2018 insgesamt 5 688 eröffnete Verbraucherinsolvenzen aus, in 148 Fällen wurde der Schuldenbereinigungsplan angenommen.